# Ogretin
Ogretin – wieś w Rumunii, w okręgu Prahova, w gminie Drajna. W 2011 roku liczyła 792 mieszkańców.